# Сям-Какси
Сям-Какси — деревня в Алнашском районе Удмуртии, входит в Удмурт-Тоймобашское сельское поселение. Находится в 11 км к северо-западу от села Алнаши и в 84 км к юго-западу от Ижевска.

## История
На 1 марта 1932 года деревня Сям-Какся находилась в составе Староюберинского сельсовета Можгинского района. Постановлением Президиума Верховного Совета УАССР от 30 сентября 1950 года выселок Сям-Какси перечислен в Вознесенский сельсовет Алнашского района. В 1954 году Вознесенский сельсовет упразднён и деревня перечислена в Удмурт-Тоймобашский сельсовет.
Постановлением Госсовета УР от 26 октября 2004 года выселок Сям-Какси Удмурт-Тоймобашского сельсовета был преобразован в деревню Сям-Какси. 16 ноября 2004 года Удмурт-Тоймобашский сельсовет был преобразован в муниципальное образование «Удмурт-Тоймобашское» и наделён статусом сельского поселения.

## Социальная инфраструктура
- Сям-Каксинская основная школа — 40 учеников в 2008 году[6]
- Сям-Каксинский детский сад

## Известные уроженцы
- Семёнов, Игорь Николаевич — председатель удмуртского национального движения «Удмурт Кенеш», председатель Государственного Совета Удмуртской Республики с 2000 по 2007 годы.